# Ecuación diferencial de Clairaut

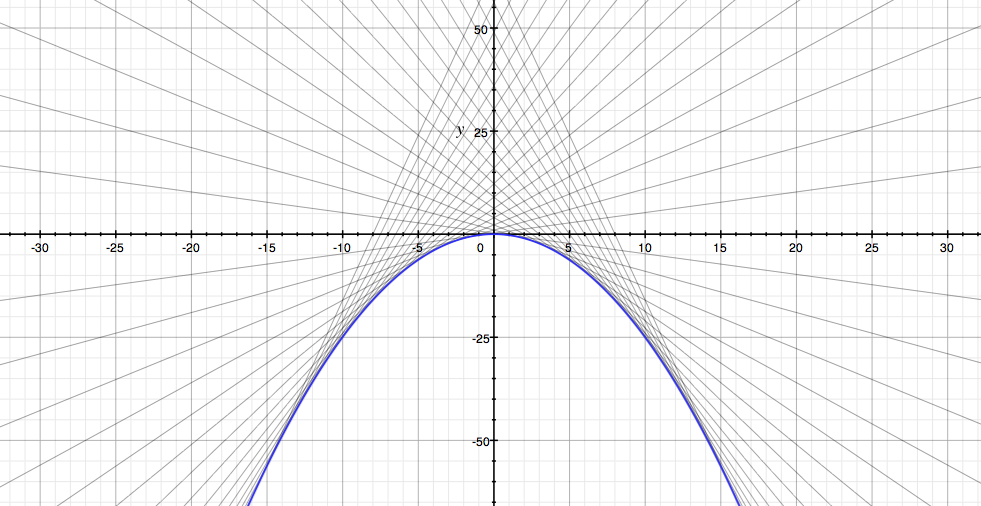
Soluciones generales de la ecuación de Clairaut en que

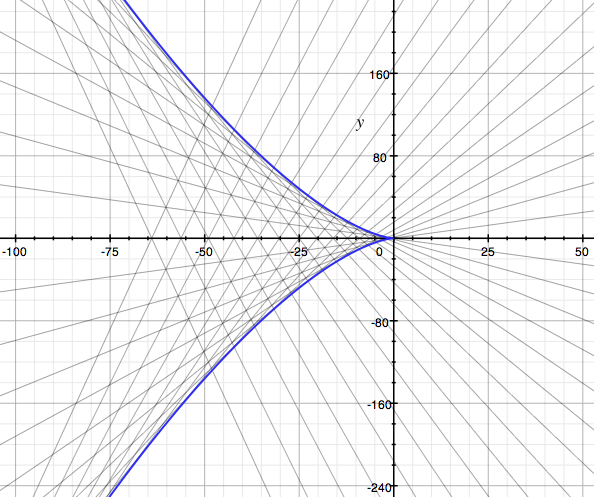
Soluciones generales de la ecuación de Clairaut en que

La ecuación diferencial de Clairaut, así llamada en honor al matemático francés Alexis-Claude Clairaut, es una ecuación diferencial ordinaria de la forma:
{\displaystyle y=x{\frac {dy}{dx}}+f\left({\frac {dy}{dx}}\right)}
donde {\displaystyle y} es función de {\displaystyle x}, para resolver la ecuación, se diferencia respecto a {\displaystyle x}, quedando:
{\displaystyle {\begin{aligned}{\frac {dy}{dx}}&={\frac {d}{dx}}\left[x\;{\frac {dy}{dx}}+f\left({\frac {dy}{dx}}\right)\right]\\&={\frac {dy}{dx}}+x{\frac {d^{2}y}{dx^{2}}}+f'\left({\frac {dy}{dx}}\right){\frac {d^{2}y}{dx^{2}}}\end{aligned}}}
lo que se reduce a 
{\displaystyle 0=\left[x+f'\left({\frac {dy}{dx}}\right)\right]{\frac {d^{2}y}{dx^{2}}}}
y así tenemos que
{\displaystyle 0={\frac {d^{2}y}{dx^{2}}}}
o
{\displaystyle 0=x+f'\left({\frac {dy}{dx}}\right).}
En el primer caso, C = dy/dx para cualquier constante arbitraria C. Sustituyéndolo en la ecuación de Clairaut, se tiene la familia de ecuaciones dadas por:
{\displaystyle y(x)=Cx+f(C),\,}
llamadas soluciones generales de la ecuación de Clairaut.
El otro caso,
{\displaystyle 0=x+f'\left({\frac {dy}{dx}}\right),}
define sólo una solución y(x), llamada solución singular, cuyo gráfico es envolvente de las gráficas de las soluciones generales. La solución singular se representa normalmente usando notación paramétrica, como: (x(p), y(p)), donde p representa dy/dx.

## Ejemplo
Resolver:
{\displaystyle xy'''+(y''')^{2}=y''.\,}
Se hace el cambio de variable
{\displaystyle y''=p,\,}
por lo que
{\displaystyle xp'+(p')^{2}=p,\,}
obteniendo la ecuación de Clairaut, cuya solución es:
{\displaystyle p=y''=Cx+C^{2},\,}
de la cual se puede obtener y integrando dos veces, así:
{\displaystyle y=\int \int y''\,dxdx=\int \int (Cx+C^{2})\,dxdx=\int ({\frac {Cx^{2}}{2}}+C^{2}x+D)\,dx={\frac {Cx^{3}}{6}}+{\frac {C^{2}x^{2}}{2}}+Dx+E,\,}
siendo D y E otras dos constantes cualquiera.
Solución:
{\displaystyle y={\frac {Cx^{3}}{6}}+{\frac {C^{2}x^{2}}{2}}+Dx+E.}